# Léon-Eli Troclet

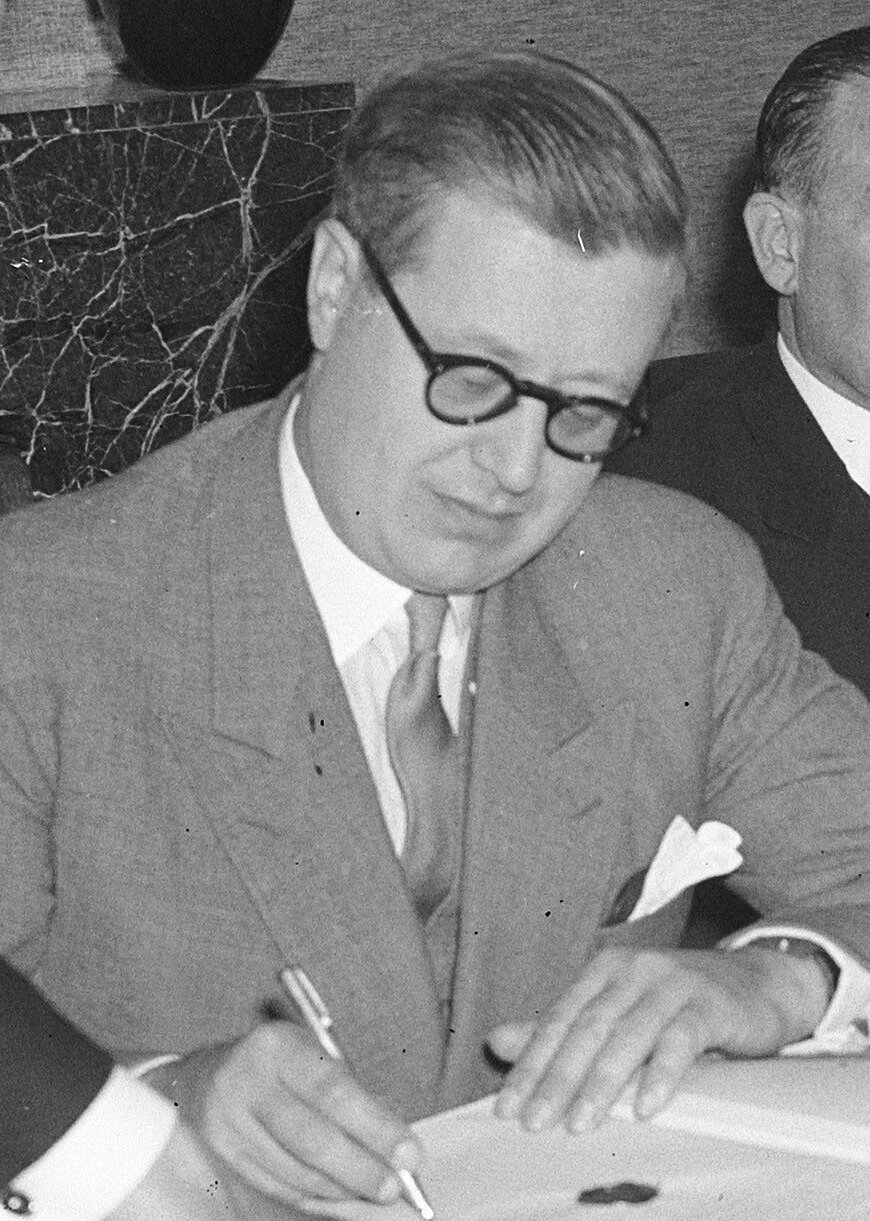
Léon-Eli Troclet (1947)

Léon-Eli Troclet (abweichende Schreibweise: Léon-Éli Troclet; * 14. Juni 1902 in Lüttich; † 30. April 1980 in Brüssel) war ein belgischer Politiker der Belgischen Arbeiterpartei sowie der Sozialistischen Partei, der zwischen 1944 und 1968 Mitglied des Senats sowie von 1961 bis 1968 Mitglied des Europäischen Parlamentes war. Er war Minister in verschiedenen Regierungen und erhielt am 15. Juli 1969 den Ehrentitel eines Staatsministers.

## Leben
Léon-Eli Troclet war ein Sohn des Journalisten Léon Troclet, der mehrere Jahre lang als Mitglied der Abgeordnetenkammer angehörte. Er selbst absolvierte ein Studium der Rechtswissenschaften an Universität Lüttich, wo er zu den Studenten des Abgeordneten und Ministers Ernest Mahaim gehörte. Er war nach seiner anwaltlichen Zulassung bei der Barreau de Liège zwischen 1926 und 1945 als Rechtsanwalt in Lüttich sowie als Dozent und Direktor verschiedener Hochschuleinrichtungen tätig. Zugleich begann er Ende der 1920er Jahre sein politisches Engagement für die Belgische Arbeiterpartei, die er von 1928 bis 1932 als Mitglied im Provinzialrat der Provinz Lüttich vertrat. Er war in der Zwischenkriegszeit in sozialistischen und wallonischen, antifaschistischen und antiköniglichen Kreisen aktiv und unterstützte auch die Zweite Spanische Republik. Später war er von 1938 bis 1945 Mitglied des Gemeinderates von Chênée, seit der Eingemeindung 1977 ein Teil Lüttichs. Während der deutschen Besatzung im Zweiten Weltkrieg engagierte er sich in der Widerstandsbewegung und wurde deswegen in der Zitadelle von Huy inhaftiert. Nach der am 6. Juni 1944 erfolgten Landung der Alliierten in der Normandie und der Befreiung Belgiens war er zwischen 1944 und 1946 Mitglied des Senats als Vertreter der Provinz Lüttich.
Nach Ende des Zweiten Weltkrieges engagierte sich Trocle auf dem Gebiet der sozialen Sicherheit und wurde am 12. Februar 1945 Minister für Arbeit und Soziale Sicherheit in der Regierung Van Acker I, der er bis zum 2. August 1945 angehörte. In der darauf folgenden Regierung Van Acker II fungierte er zwischen dem 2. August 1945 und dem 13. März 1946 als Minister für Arbeit und soziale Vorsorge. 1945 nahm er am wallonischen Nationalkongress teil und verteidigte die These von der Autonomie Walloniens. 1946 wurde er für die Sozialistische Partei erstmals zum Mitglied des Senats gewählt und gehörte diesem 22 Jahre lang bis 1968 an. In der Regierung Spaak II bekleidete er vom 13. März bis zum 31. März 1946 kurze Zeit den Posten als Wirtschaftsminister. In der Regierung Van Acker III (31. März bis 3. August 1946), der Regierung Huysmans (2. August 1946 bis 13. März 1947), Regierung Spaak III (20. März 1947 bis 19. November 1948) sowie in der Regierung Spaak IV (27. November 1948 bis 27. Juni 1949) fungierte er wiederum als Minister für Arbeit soziale Vorsorge. Durch seine Tätigkeit in den ersten Nachkriegsjahren gilt er als Vater der sozialen Sicherheit und erarbeitete das Gesetze zur Alters- und Hinterbliebenenrente, das Arbeitnehmer, Angestellte, Seeleute und Minderjährige umfasste, das Arbeitsschutzgesetz, die Gesetze zur Neueinstufung von Behinderten, für Betriebsräte sowie über gemeinsame Ausschüsse und Tarifverträge vor. 1947 wurde er des Weiteren auch Mitglied des Stadtrates von Lüttich.
Neben seiner Funktion als Minister war Léon-Eli Troclet von 1945 bis zu seinem Tode 1980 auch aktives Mitglied der Internationalen Arbeitsorganisation (ILO) und bekleidete in dieser verschiedene Funktionen. 1952 übernahm er eine Professur an der Universität Lüttich und lehrte dort bis 1972. In der Regierung Van Acker IV hatte er zwischen dem 23. April 1954 und dem 2. Juni 1958 noch einmal den Posten als Minister für Arbeit soziale Vorsorge inne. Nach seinem Ausscheiden aus der Regierung gründete er 1958 das Nationale Zentrum für Soziologie und Sozialrecht und fungierte auch als dessen Präsident. Daneben engagierte er sich in verschiedenen Gremien der Europäischen Wirtschaftsgemeinschaft (EWG) und war von 1961 bis 1968 zudem Mitglied des Europäischen Parlamentes.
Aufgrund seiner langjährigen Tätigkeit als Minister und Senator erhielt er nach seinem Ausscheiden aus dem Senat am 15. Juli 1969 den Ehrentitel eines Staatsministers. Ihm zu Ehren wurde die Haute École Léon-Eli-Troclet benannt, die zu den teilnehmenden Schulen am Euregio-Schüler-Literaturpreis gehört.

## Veröffentlichungen
- Problèmes belges de la sécurité sociale, 1949
- La sécurité sociale en Belgique, 1961
- Le travail intérimaire en Belgique et dans les pays du Marché commun, 1969
- L’association du Marché commun et de vingt-quatre états africains, 1971
- Juin 1912 à Liège, 1980

## Hintergrundliteratur
- Omer Vanaudenhove: Mélanges offerts à Léon-Éli Troclet, 1967